# Iryanthera lancifolia
Iryanthera lancifolia är en tvåhjärtbladig växtart som beskrevs av Adolpho Ducke. Iryanthera lancifolia ingår i släktet Iryanthera och familjen Myristicaceae. Inga underarter finns listade i Catalogue of Life.